# Войцех Фібак
Войцех Фібак (пол. Wojciech Fibak; нар. 30 серпня 1952) — колишній польський тенісист.
Найвищу одиночну позицію світового рейтингу — 10 місце досяг 25 липня 1977, парну — 2 місце — 5 лютого 1979 року.
Здобув 15 одиночних та 52 парні титули.
Перемагав на турнірах Великого шолома в парному розряді.

## Фінали турнірів Великого шолома

### Парний розряд: 2 (1–1)
| Результат | Рік  | Турнір                        | Покриття | Партнер    | Суперники                    | Рахунок            |
| --------- | ---- | ----------------------------- | -------- | ---------- | ---------------------------- | ------------------ |
| Поразка   | 1977 | Відкритий чемпіонат Франції   | Ґрунт    | Ян Кодеш   | Браян Готтфрід Рауль Рамірес | 6–7, 6–4, 3–6, 4–6 |
| Перемога  | 1978 | Відкритий чемпіонат Австралії | Трава    | Кім Ворвік | Пол Кронк Кліфф Летчер       | 7–6, 7–5           |

## Фінали за кар'єру

### Парний розряд (52–33)
| Результат | Ранг | Рік  | Турнір                                  | Покриття   | Партнер                     | Суперники                               | Рахунок                 |
| --------- | ---- | ---- | --------------------------------------- | ---------- | --------------------------- | --------------------------------------- | ----------------------- |
| Перемога  | 1.   | 1975 | Мюнхен, Західна Німеччина               | Ґрунт      | Ян Кодеш                    | Мілан Голечек Карл Майлер               | 7–5, 6–3                |
| Поразка   | 1.   | 1975 | Гамбург, Західна Німеччина              | Ґрунт      | Ян Кодеш                    | Хуан Хісберт. Мануель Орантес           | 3–6, 6–7                |
| Перемога  | 2.   | 1975 | Гілверсум, Нідерланди                   | Ґрунт      | Гільєрмо Вілас              | Желько Франулович Джон Ллойд            | 6–4, 6–3                |
| Поразка   | 2.   | 1975 | Індіанаполіс, США                       | Ґрунт      | Ганс-Юрген Поманн           | Хуан Хісберт. Мануель Орантес           | 5–7, 0–6                |
| Перемога  | 3.   | 1975 | Луїсвілл, США                           | Ґрунт      | Гільєрмо Вілас              | Віджай Амрітрадж Ананд Амрітрадж        | NP                      |
| Поразка   | 3.   | 1975 | Барселона, Іспанія                      | Ґрунт      | Карл Майлер                 | Б'єрн Борг Гільєрмо Вілас               | 6–3, 4–6, 3–6           |
| Перемога  | 4.   | 1975 | Paris Indoor, Франція                   | Тверде (i) | Карл Майлер                 | Іліє Настасе Том Оккер                  | 6–4, 7–6                |
| Перемога  | 5.   | 1975 | Лондон, Англія                          | Килим      | Карл Майлер                 | Джиммі Коннорс Іліє Настасе             | 6–1, 7–5                |
| Поразка   | 4.   | 1976 | Atlanta WCT, США                        | Килим      | Карл Майлер                 | Джон Александер Філ Дент                | 3–6, 4–6                |
| Поразка   | 5.   | 1976 | Барселона WCT, Іспанія                  | Ґрунт      | Карл Майлер                 | Роберт Лутц Ремзі Сміт                  | 3–6, 3–6                |
| Перемога  | 6.   | 1976 | Барселона, Іспанія                      | Ґрунт      | Яцек Недзведзький           | Колін Даудесвелл Пол Кронк              | 6–2, 6–3                |
| Поразка   | 6.   | 1976 | Ніцца, Франція                          | Ґрунт      | Карл Майлер                 | Патріс Домінгес Франсуа Жоффре          | 4–6, 6–3, 3–6           |
| Перемога  | 7.   | 1976 | Мастерс Монте-Карло, Монако             | Ґрунт      | Карл Майлер                 | Б'єрн Борг Гільєрмо Вілас               | 7–6, 6–1                |
| Перемога  | 8.   | 1976 | Фінал ATP, США                          | Килим      | Карл Майлер                 | Роберт Лутц Ремзі Сміт                  | 6–3, 2–6, 3–6, 6–3, 6–4 |
| Перемога  | 9.   | 1976 | Борнмут, Англія                         | Ґрунт      | Фред Макнеер                | Хуан Хісберт. Мануель Орантес           | 4–6, 7–5, 7–5           |
| Перемога  | 10.  | 1976 | Дюссельдорф, Західна Німеччина          | Ґрунт      | Карл Майлер                 | Боб Кармайкл Реймонд Мур                | 6–4, 4–6, 6–4           |
| Поразка   | 7.   | 1976 | Swedish Open, Швеція                    | Ґрунт      | Хуан Хісберт.               | Фред Макнеер Шервуд Стюарт              | 3–6, 4–6                |
| Поразка   | 8.   | 1976 | Гілверсум, Нідерланди                   | Ґрунт      | Балаж Тароці                | Рікардо Кано Белус Прахокс              | 4–6, 3–6                |
| Перемога  | 11.  | 1976 | Тегеран, Іран                           | Ґрунт      | Рауль Рамірес               | Хуан Хісберт. Мануель Орантес           | 7–5, 6–1                |
| Перемога  | 12.  | 1976 | Мадрид, Іспанія                         | Ґрунт      | Рауль Рамірес               | Боб Г'юїтт Фрю Макміллан                | 4–6, 7–5, 6–3           |
| Поразка   | 9.   | 1976 | Вемблі, Англія                          | Килим      | Браян Готтфрід              | Стен Сміт Роско Теннер                  | 6–7, 3–6                |
| Перемога  | 13.  | 1977 | Birmingham WCT, США                     | Килим      | Том Оккер                   | Біллі Мартін Білл Скенлон               | 6–3, 6–4                |
| Поразка   | 10.  | 1977 | Philadelphia WCT, США                   | Килим      | Том Оккер                   | Боб Г'юїтт Фрю Макміллан                | 1–6, 6–1, 3–6           |
| Перемога  | 14.  | 1977 | Richmond WCT, США                       | Килим      | Том Оккер                   | Росс Кейс Тоні Роч                      | 6–4, 6–4                |
| Перемога  | 15.  | 1977 | Мехіко WCT, Мексика                     | Тверде     | Том Оккер                   | Іліє Настасе Адріано Панатта            | 6–2, 6–3                |
| Перемога  | 16.  | 1977 | Торонто Indoor WCT, Канада              | Килим      | Том Оккер                   | Росс Кейс Тоні Роч                      | 6–4, 6–1                |
| Перемога  | 17.  | 1977 | Monterrey WCT, Мексика                  | Килим      | Росс Кейс                   | Біллі Мартін Білл Скенлон               | 3–6, 6–3, 6–4           |
| Перемога  | 18.  | 1977 | Роттердам, Нідерланди                   | Килим      | Том Оккер                   | Віджай Амрітрадж Дік Стоктон (тенісист) | 6–4, 6–4                |
| Поразка   | 11.  | 1977 | Мастерс Монте-Карло, Монако             | Ґрунт      | Том Оккер                   | Франсуа Жоффре Ян Кодеш                 | 6–2, 3–6, 2–6           |
| Перемога  | 19.  | 1977 | Буенос-Айрес, Аргентина                 | Ґрунт      | Йон Ціріак                  | Літо Альварес Гільєрмо Вілас            | 7–5, 0–6, 7–6           |
| Поразка   | 12.  | 1977 | Відкритий чемпіонат Франції, Париж      | Ґрунт      | Ян Кодеш                    | Браян Готтфрід Рауль Рамірес            | 6–7, 6–4, 3–6, 4–6      |
| Перемога  | 20.  | 1977 | Саут-Орандж, США                        | Тверде     | Колін Діблі                 | Йон Ціріак Гільєрмо Вілас               | 6–1, 7–5                |
| Перемога  | 21.  | 1977 | Барселона, Іспанія                      | Ґрунт      | Ян Кодеш                    | Боб Г'юїтт Фрю Макміллан                | 6–0, 6–4                |
| Поразка   | 13.  | 1977 | Відень, Австрія                         | Тверде (i) | Ян Кодеш                    | Боб Г'юїтт Фрю Макміллан                | 4–6, 3–6                |
| Перемога  | 22.  | 1977 | Стокгольм, Швеція                       | Тверде (i) | Том Оккер                   | Браян Готтфрід Рауль Рамірес            | 6–3, 6–3                |
| Поразка   | 14.  | 1978 | St. Louis WCT, США                      | Килим      | Том Оккер                   | Боб Г'юїтт Фрю Макміллан                | 3–6, 2–6                |
| Поразка   | 15.  | 1978 | Milan WCT, Італія                       | Килим      | Рауль Рамірес               | Хосе Їгерас Віктор Печчі                | 7–5, 6–7, 6–7           |
| Перемога  | 23.  | 1978 | Х'юстон WCT, США                        | Ґрунт      | Том Оккер                   | Том Леонард Майк Машетт                 | 7–5, 7–5                |
| Перемога  | 24.  | 1978 | Фінал ATP, США                          | Килим      | Том Оккер                   | Роберт Лутц Стен Сміт                   | 6–7, 6–4, 6–0, 6–3      |
| Перемога  | 25.  | 1978 | Гамбург, Західна Німеччина              | Ґрунт      | Том Оккер                   | Антоніо Муньйос Віктор Печчі            | 6–2, 6–4                |
| Перемога  | 26.  | 1978 | Луїсвілл, США                           | Ґрунт      | Віктор Печчі                | Віктор Амая Джон Джеймс                 | 6–4, 6–7, 6–4           |
| Перемога  | 27.  | 1978 | Торонто, Канада                         | Ґрунт      | Том Оккер                   | Колін Даудесвелл Гайнц Ґюнтгардт        | 6–3, 7–6                |
| Перемога  | 28.  | 1978 | Вудлендс Даблз, США                     | Тверде     | Том Оккер                   | Марті Ріссен Шервуд Стюарт              | 7–6, 3–6, 4–6, 7–6, 6–3 |
| Перемога  | 29.  | 1978 | Мадрид, Іспанія                         | Ґрунт      | Ян Кодеш                    | Павел Сложил Томаш Шмід                 | 6–7, 6–1, 6–2           |
| Перемога  | 30.  | 1978 | Базель, Швейцарія                       | Тверде (i) | Джон Макінрой               | Брюс Менсон Ендрю Паттісон              | 7–6, 7–5                |
| Перемога  | 31.  | 1978 | Стокгольм, Швеція                       | Тверде (i) | Том Оккер                   | Роберт Лутц Стен Сміт                   | 6–3, 6–2                |
| Перемога  | 32.  | 1978 | Відкритий чемпіонат Австралії, Мельбурн | Трава      | Кім Ворвік                  | Пол Кронк Кліфф Летчер                  | 7–6, 7–5                |
| Перемога  | 33.  | 1979 | Філадельфія, США                        | Килим      | Том Оккер                   | Пітер Флемінг Джон Макінрой             | 5–7, 6–1, 6–3           |
| Поразка   | 16.  | 1979 | Денвер, США                             | Килим      | Том Оккер                   | Роберт Лутц Стен Сміт                   | 6–7, 3–6                |
| Перемога  | 34.  | 1979 | Мемфіс, США                             | Килим      | Том Оккер                   | Фрю Макміллан Дік Стоктон (тенісист)    | 6–4, 6–4                |
| Перемога  | 35.  | 1979 | Stuttgart Indoor, Західна Німеччина     | Тверде (i) | Том Оккер                   | Боб Кармайкл Браян Тічер                | 6–3, 5–7, 7–6           |
| Перемога  | 36.  | 1979 | Мюнхен, Західна Німеччина               | Ґрунт      | Том Оккер                   | Юрген Фассбендер Жан-Луї Ейє            | 7–6, 7–5                |
| Поразка   | 17.  | 1979 | Stuttgart Outdoor, Західна Німеччина    | Ґрунт      | Павел Сложил                | Колін Даудесвелл Фрю Макміллан          | 4–6, 2–6, 6–2, 4–6      |
| Поразка   | 18.  | 1979 | Лос-Анджелес, США                       | Килим      | Фрю Макміллан               | Марті Ріссен Шервуд Стюарт              | 4–6, 4–6                |
| Поразка   | 19.  | 1979 | Сан-Франциско, США                      | Килим      | Фрю Макміллан               | Пітер Флемінг Джон Макінрой             | 1–6, 4–6                |
| Поразка   | 20.  | 1979 | Стокгольм, Швеція                       | Тверде (i) | Том Оккер                   | Пітер Флемінг Джон Макінрой             | 4–6, 4–6                |
| Поразка   | 21.  | 1980 | Фінал ATP, Лондон                       | Килим      | Том Оккер                   | Браян Готтфрід Рауль Рамірес            | 6–3, 4–6, 4–6, 6–3, 3–6 |
| Перемога  | 37.  | 1980 | Бірмінгем, США                          | Килим      | Том Оккер                   | Хосе Луїс Клерк Іліє Настасе            | 6–3, 6–3                |
| Поразка   | 22.  | 1980 | Денвер, США                             | Килим      | Гайнц Ґюнтгардт             | Кевін Каррен Стів Дентон                | 5–7, 2–6                |
| Перемога  | 38.  | 1980 | Stuttgart Indoor, Західна Німеччина     | Тверде (i) | Томаш Шмід                  | Тім Майотт Ларрі Стефанкі               | 6–4, 7–6                |
| Перемога  | 39.  | 1980 | Дейтон, США                             | Килим      | Джефф Мастерз               | Фріц Бунінг Фред Макнеер                | 6–4, 6–4                |
| Поразка   | 23.  | 1980 | Лас-Вегас, США                          | Ґрунт      | Джін Меєр                   | Роберт Лутц Стен Сміт                   | 2–6, 5–7                |
| Поразка   | 24.  | 1980 | Індіанаполіс, США                       | Ґрунт      | Іван Лендл                  | Кевін Каррен Стів Дентон                | 6–3, 6–7, 4–6           |
| Поразка   | 25.  | 1980 | Мастерс Цинциннаті, США                 | Тверде     | Іван Лендл                  | Брюс Менсон Браян Тічер                 | 7–6, 5–7, 4–6           |
| Перемога  | 40.  | 1982 | Страсбург WCT, Франція                  | Килим      | Джон Фіцджеральд (тенісист) | Сенді Меєр Фрю Макміллан                | 6–4, 6–3                |
| Поразка   | 26.  | 1982 | Цюрих WCT, Швейцарія                    | Килим      | Джон Фіцджеральд (тенісист) | Семмі Джаммалва Том Галліксон           | 4–6, 2–6                |
| Поразка   | 27.  | 1982 | Рим, Італія                             | Ґрунт      | Джон Фітцджералд            | Гайнц Ґюнтгардт Балаж Тароці            | 4–6, 6–4, 3–6           |
| Перемога  | 41.  | 1982 | Целль-ам-Зее WCT, Австрія               | Ґрунт      | Брюс Менсон                 | Тоні Джаммалва Семмі Джаммалва          | 6–7, 6–4, 6–4           |
| Поразка   | 28.  | 1983 | Гштад, Швейцарія                        | Ґрунт      | Колін Даудесвелл            | Павел Сложил Томаш Шмід                 | 7–6, 4–6, 2–6           |
| Перемога  | 42.  | 1983 | Кіцбюель, Австрія                       | Ґрунт      | Павел Сложил                | Колін Даудесвелл Золтан Кухарський      | 7–5, 6–2                |
| Перемога  | 43.  | 1984 | Роттердам, Нідерланди                   | Килим      | Кевін Каррен                | Фріц Бунінг Ферді Тейган                | 6–4, 6–4                |
| Перемога  | 44.  | 1984 | Мюнхен, Західна Німеччина               | Ґрунт      | Борис Бекер                 | Ерік Фромм Флорін Сегирчяну             | 6–4, 4–6, 6–1           |
| Поразка   | 29.  | 1984 | Кіцбюель, Австрія                       | Ґрунт      | Колін Даудесвелл            | Анрі Леконт Паскаль Порт                | 6–2, 6–7, 6–7           |
| Поразка   | 30.  | 1984 | Лос-Анджелес, США                       | Тверде     | Сенді Меєр                  | Кен Флек Роберт Сегусо                  | 6–4, 4–6, 3–6           |
| Перемога  | 45.  | 1984 | Кельн, Західна Німеччина                | Тверде (i) | Сенді Меєр                  | Ян Гуннарссон Йоакім Нюстром            | 6–1, 6–3                |
| Перемога  | 46.  | 1984 | Відень, Австрія                         | Тверде (i) | Сенді Меєр                  | Гайнц Ґюнтгардт Балаж Тароці            | 6–4, 6–4                |
| Поразка   | 31.  | 1985 | Філадельфія, США                        | Килим      | Сенді Меєр                  | Йоакім Нюстром Матс Віландер            | 6–3, 2–6, 2–6           |
| Поразка   | 32.  | 1985 | Брюссель, Бельгія                       | Килим      | Кевін Каррен                | Стефан Едберг Андерс Яррід              | 3–6, 6–7                |
| Перемога  | 47.  | 1985 | Гштад, Швейцарія                        | Ґрунт      | Томаш Шмід                  | Бред Дрюетт Марк Едмондсон              | 6–7, 6–4, 6–4           |
| Перемога  | 48.  | 1986 | Toronto Indoor, Канада                  | Килим      | Йоакім Нюстром              | Крісто Стейн Дані Віссер                | 6–3, 7–6                |
| Перемога  | 49.  | 1986 | Мец, Франція                            | Килим      | Гі Форже                    | Франсіско Гонсалес Міхіл Схаперс        | 2–6, 6–2, 6–4           |
| Поразка   | 33.  | 1986 | Роттердам, Нідерланди                   | Килим      | Метт Мітчелл                | Стефан Едберг Слободан Живоїнович       | 6–2, 3–6, 2–6           |
| Перемога  | 50.  | 1986 | Відень, Австрія                         | Тверде (i) | Рікардо Асіолі              | Бред Гілберт Слободан Живоїнович        | W/O                     |
| Перемога  | 51.  | 1987 | Гілверсум, Нідерланди                   | Ґрунт      | Мілослав Мечирж             | Том Нейссен Йоган Векеманс              | 7–6, 5–7, 6–2           |
| Перемога  | 52.  | 1987 | Тулуза, Франція                         | Тверде (i) | Міхіл Схаперс               | Келлі Джонс (тенісист) Патрік Кюнен     | 6–2, 6–4                |

### Одиночний розряд (15–19)
| Результат | Ранг | Рік  | Турнір                              | Покриття   | Суперник           | Рахунок                  |
| --------- | ---- | ---- | ----------------------------------- | ---------- | ------------------ | ------------------------ |
| Поразка   | 1.   | 1975 | Шривпорт, США                       | Килим      | Хуан Хісберт.      | 3–6, 7–5, 1–6            |
| Поразка   | 2.   | 1976 | Мастерс Монте-Карло, Монако         | Ґрунт      | Гільєрмо Вілас     | 1–6, 1–6, 4–6            |
| Перемога  | 1.   | 1976 | Стокгольм, Швеція                   | Килим      | Іліє Настасе       | 6–4, 7–6                 |
| Перемога  | 2.   | 1976 | Борнмут, Англія                     | Ґрунт      | Мануель Орантес    | 6–2, 7–9, 6–2, 6–2       |
| Поразка   | 3.   | 1976 | Луїсвілл, США                       | Ґрунт      | Гаролд Соломон     | 2–6, 5–7                 |
| Поразка   | 4.   | 1976 | Індіанаполіс, США                   | Ґрунт      | Джиммі Коннорс     | 2–6, 4–6                 |
| Поразка   | 5.   | 1976 | Монреаль, Канада                    | Тверде     | Гільєрмо Вілас     | 4–6, 6–7, 2–6            |
| Перемога  | 3.   | 1976 | Відень, Австрія                     | Тверде (i) | Рауль Рамірес      | 6–7, 6–3, 6–4, 2–6, 6–1  |
| Поразка   | 6.   | 1976 | Фінал ATP, Х'юстон                  | Килим      | Мануель Орантес    | 7–5, 2–6, 6–0, 6–7, 1–6  |
| Поразка   | 7.   | 1977 | Мехіко WCT, Мексика                 | Тверде     | Іліє Настасе       | 6–4, 2–6, 6–7            |
| Перемога  | 4.   | 1977 | Monterrey WCT, Мексика              | Килим      | Вітас Ґерулайтіс   | 6–4, 6–3                 |
| Поразка   | 8.   | 1977 | Буенос-Айрес, Аргентина             | Ґрунт      | Гільєрмо Вілас     | 4–6, 3–6, 0–6            |
| Перемога  | 5.   | 1977 | Дюссельдорф, Західна Німеччина      | Ґрунт      | Реймонд Мур        | 6–1, 5–7, 6–2            |
| Поразка   | 9.   | 1977 | Відень, Австрія                     | Тверде (i) | Браян Готтфрід     | 1–6, 1–6                 |
| Поразка   | 10.  | 1977 | Кельн, Західна Німеччина            | Килим      | Б'єрн Борг         | 6–2, 5–7, 3–6            |
| Поразка   | 11.  | 1978 | Гамбург, Західна Німеччина          | Ґрунт      | Гільєрмо Вілас     | 2–6, 4–6, 2–6            |
| Перемога  | 6.   | 1978 | Кельн, Західна Німеччина            | Тверде (i) | Віджай Амрітрадж   | 6–2, 0–1, RET.           |
| Перемога  | 7.   | 1979 | Денвер, США                         | Килим      | Віктор Амая        | 6–4, 6–1                 |
| Перемога  | 8.   | 1979 | Stuttgart Indoor, Західна Німеччина | Тверде (i) | Гільєрмо Вілас     | 6–2, 6–2, 3–6, 6–2       |
| Поразка   | 12.  | 1979 | Мюнхен, Західна Німеччина           | Ґрунт      | Мануель Орантес    | 3–6, 2–6, 4–6            |
| Поразка   | 13.  | 1979 | Відень, Австрія                     | Тверде (i) | Стен Сміт          | 4–6, 0–6, 2–6            |
| Поразка   | 14.  | 1979 | Кельн, Західна Німеччина            | Тверде (i) | Джін Меєр          | 3–6, 6–3, 1–6            |
| Перемога  | 9.   | 1980 | Дейтон, США                         | Килим      | Брюс Менсон        | 7–6, 6–3                 |
| Перемога  | 10.  | 1980 | Новий Орлеан, США                   | Килим      | Еліот Телчер       | 6–4, 7–5                 |
| Перемога  | 11.  | 1980 | Сан-Паулу, Бразилія                 | Килим      | Вінсент ван Петтен | 6–0, 7–6                 |
| Поразка   | 15.  | 1980 | Штутгарт, Західна Німеччина         | Ґрунт      | Вітас Ґерулайтіс   | 2–6, 5–7, 2–6            |
| Поразка   | 16.  | 1981 | Філадельфія, США                    | Килим      | Роско Теннер       | 2–6, 6–7, 5–7            |
| Перемога  | 12.  | 1981 | Гштад, Швейцарія                    | Ґрунт      | Яннік Ноа          | 6–1, 7–6                 |
| Поразка   | 17.  | 1982 | Naples Finals WCT, Італія           | Килим      | Іван Лендл         | 4–6, 2–6, 1–6            |
| Перемога  | 13.  | 1982 | Амстердам WCT, Нідерланди           | Килим      | Кевін Каррен       | 7–5, 3–6, 6–4, 6–3       |
| Перемога  | 14.  | 1982 | Paris Indoor, Франція               | Тверде (i) | Білл Скенлон       | 6–2, 6–2, 6–2            |
| Поразка   | 18.  | 1982 | Дортмунд, Західна Німеччина         | Килим      | Браян Тічер        | 7–6, 4–6, 4–6, 6–2, 4–6  |
| Перемога  | 15.  | 1982 | Чикаго-2 WCT, США                   | Килим      | Білл Скенлон       | 6–2, 2–6, 6–3, 6–4       |
| Поразка   | 19.  | 1983 | Базель, Швейцарія                   | Тверде (i) | Вітас Ґерулайтіс   | 6–4, 1–6, 5–7, 5–5, RET. |

## Часова шкала виступів на турнірах Великого шолому
| W | Ф | ПФ | ЧФ | #Р | КТ | К# | DNQ | A | NH |

| Турнір                                 | 1974 | 1975 | 1976 | 1977 | 1978 | 1979 | 1980 | 1981 | 1982 | 1983 | 1984 | 1985 | 1986 | 1987 | Career SR |
| -------------------------------------- | ---- | ---- | ---- | ---- | ---- | ---- | ---- | ---- | ---- | ---- | ---- | ---- | ---- | ---- | --------- |
| Відкритий чемпіонат Австралії з тенісу |      |      |      |      | П    |      |      |      |      |      |      |      | NH   |      | 1 / 1     |
| Відкритий чемпіонат Франції з тенісу   | 1р   | 3р   | 3р   | Ф    | ПФ   | 2р   | ПФ   |      | 2р   | 1р   | 1р   | 1р   | 1р   | 1р   | 0 / 13    |
| Вімблдонський турнір                   |      | 2р   | ЧФ   | ЧФ   | ПФ   | 1р   | 2р   |      |      | 2р   | 1р   | 1р   | 3р   | 2р   | 0 / 11    |
| Відкритий чемпіонат США з тенісу       |      | 2р   | 2р   | 2р   | ПФ   | 2р   | 3р   | 1р   | 3р   |      | 3р   | 2р   | 1р   | 2р   | 0 / 12    |
| Annual win–loss                        | 0–1  | 3–3  | 5–3  | 9–3  | 17–3 | 2–3  | 7–3  | 0–1  | 3–2  | 1–2  | 2–3  | 1–3  | 2–3  | 2–3  | N/A       |